# Vražda Vojtěcha Retta

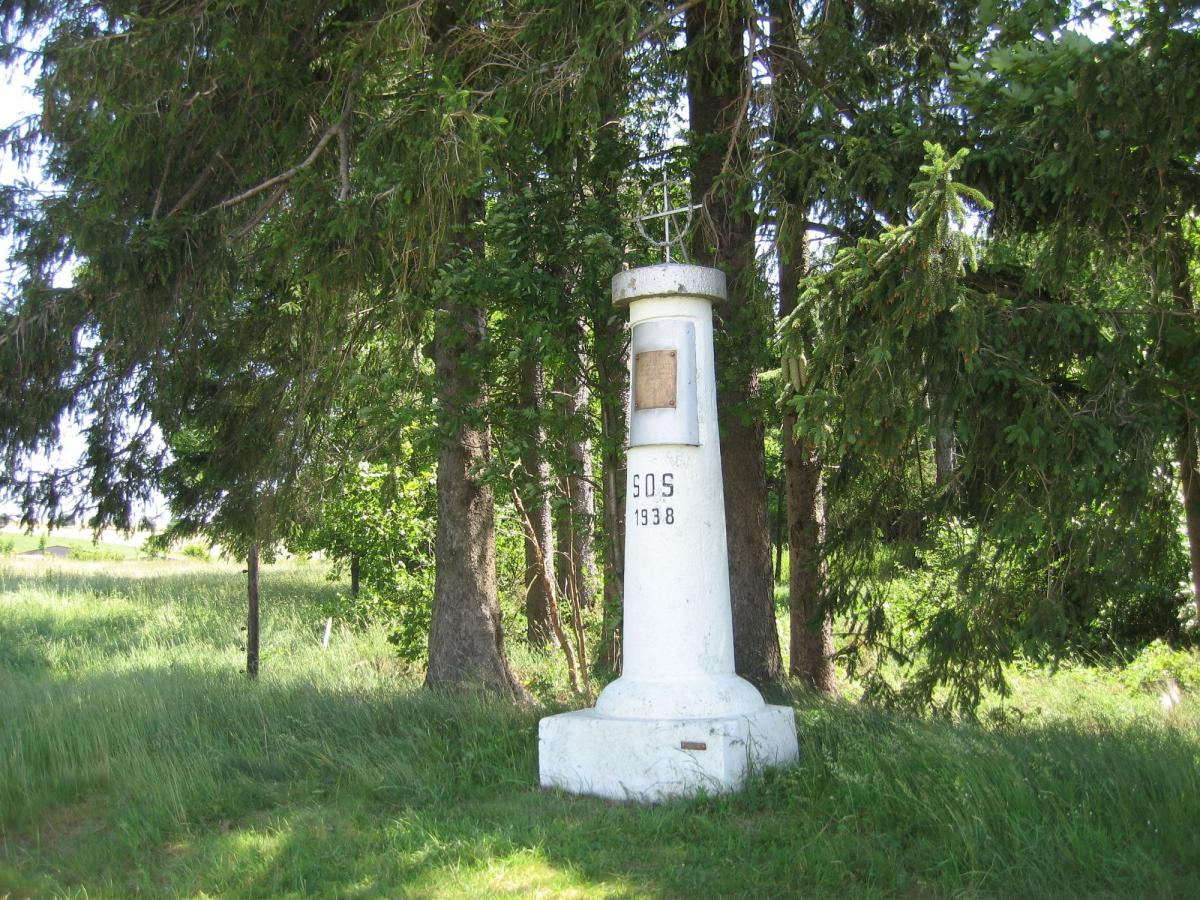
Pomník Vojtěcha Retta u cesty k poutnímu místu Tanaberk

Vražda Vojtěcha Retta byl teroristický akt německých nacistů vůči příslušníkovi československé Stráže obrany státu Vojtěchu Rettovi (uváděno i Retovi) spáchaný 8. října 1938.

## Průběh události
Dne 8. října 1938 prováděla hlídka Stráže obrany státu, jejímiž členy byli strážmistr Slípka a příslušník vojenských posil desátník Vojtěch Rett, hlídku u silniční komunikace mezi Novou Vsí a Hyršovem na hranici mezi druhou Československou republikou a Německou říší. K vytýčení hranice v tomto prostoru došlo na základě tzv. Mnichovské dohody ze dne 30. září 1938. Ve večerních hodinách byla hlídka napadena palbou z německého území. Vojtěch Rett (*8. října 1890), otec dvou dětí, byl znehybněn zásahem do nohy a následně odvlečen německými ozbrojenci na samotu Na Spáleném, kde byl vyslýchán, mučen a následně zavražděn. K jeho osvobození byla vyslána další hlídka Stráže obrany státu, která byla rovněž napadena palbou, během které padl štábní strážmistr Jaroslav Louda. Tělo Vojtěcha Retta bylo nalezeno ukryté v lese nedaleko místa zločinu a československým orgánům předáno 9. října 1938 za přítomnosti člena britské pozorovací mise. Po jeho ohledání byla zjištěna proražená lebka, zlomená žebra, ruka a bodné rány. Vojtěch Rett byl 11. října 1938 pohřben v Kdyni, Jaroslav Louda v Klatovech. U cesty k poutnímu místu Tanaberk v blízkosti místa úmrtí Vojtěcha Retta byl vztyčen pomník vytvořený z milníku z devatenáctého století, jehož autorem byl František Behenský, a na nedalekém okraji lesa v místě nálezu jeho těla byl umístěn křížek. Oběma zahynuvším příslušníkům Stráže obrany státu byl v roce 2012 in memoriam udělen Záslužný kříž ministra obrany České republiky III. třídy.